# Ariosoma prorigerum
Ariosoma prorigerum е вид лъчеперка от семейство Congridae. Видът не е застрашен от изчезване.

## Разпространение и местообитание
Разпространен е в Гватемала, Еквадор, Колумбия, Коста Рика, Мексико, Никарагуа, Панама, Перу, Салвадор и Хондурас.
Среща се на дълбочина от 200 до 733 m, при температура на водата около 6,2 °C и соленост 34,6 ‰.

## Описание
На дължина достигат до 35 cm.